# Lailoken
Lailoken est un personnage semi-légendaire, un prophète fou qui aurait vécu dans la forêt calédonienne, dans l'actuelle Écosse, au VIe siècle. Il est cité dans la Vie de Saint Kentigern, où il vivrait près du village de Peartnach (Partick) dans le royaume de Strathclyde. Il prédit notamment la mort du roi Rhydderch Hael. En tant qu'homme sauvage des forêts du sud de l'Écosse, Lailoken est souvent identifié à Myrddin Wyllt, personnage gallois et principale source d'inspiration de Merlin,.